# Maiorianus
Julius Valerius Maiorianus (kolem 420, Galie – 7. srpna 461, Tortona) byl západořímský císař v letech 457 až 461. Jako vysoce postavený vojenský velitel se domohl vlády poté, co s pomocí generála Ricimera odstranil svého předchůdce, císaře Avita. Jeho panování se vyznačovalo energickou snahou o obnovení západní říše, která v době jeho nástupu k moci sestávala pouze z Itálie, Dalmácie a části Galie. Ve vnitřní politice se pokusil provést reformy státních financí a administrativy v zájmu zvýšení efektivity a spravedlnosti.
Krátce po nabytí trůnu se vypravil do jižní Galie, kde přinutil k poslušnosti Vizigóty. Zasáhl rovněž proti Burgundům a zajistil si podporu místní odbojné aristokracie. V roce 460 vtáhl do Hispánie, aby připravil námořní a pozemní síly pro vpád do Afriky, obsazené Vandaly. Jeho plán však zmařil náhlý útok Vandalů vedoucí ke zničení invazní flotily. Po návratu do Itálie ho Ricimer zbavil trůnu a o několik dnů později popravil.

## Život

### Před nástupem na trůn
Datum ani místo Maiorianova narození nejsou známy. Jeho současník, básník Sidonius Apollinaris, o něm v roce 458 hovoří jako o „mladém muži“ (iuvenis), z čehož se vyvozuje, že se narodil někdy okolo roku 420. Jeho otec působil jako finanční úředník mocného západořímského patricia a vojevůdce Aetia. Ze strany své matky byl Maiorianus vnukem stejnojmenného velitele zastávajícího hodnost magister militum, účastnícího se v roce 379 v Sirmiu (Sremska Mitrovica) intronizace Theodosia I. Svoji vojenskou kariéru zahájil v brzkém věku a podobně jako jeho otec sloužil pod Aetiem, pravděpodobně v Galii. Vyznamenal se při obraně města Turonensis (Tours) a v bitvě proti Frankům v čele s králem Chlogionem, svedené u Vicus Helena v roce 447 nebo 448.

Placidia, mladší dcera císaře Valentiniana III.

Západní císař Valentinianus III. zvažoval někdy kolem roku 450, že by za Maioriana provdal svoji mladší dceru Placidii. Císař měl dvě dcery, avšak žádného syna, jenž by po něm mohl zdědit trůn. Svatbou Maioriana a Placidie by Valentinianus posílil své postavení vůči příliš dominantnímu Aetiovi. Zároveň by tím vyřešil otázku následnictví, neboť Maiorianus by se stal jeho potenciálním nástupcem. Císařův plán ale narazil na Aetiův nesouhlas. Patricius chtěl totiž s Placidií oženit svého syna Gaudentia, a postavil se proto proti Valentinianovu záměru. Maioriana vykázal ze svého doprovodu a přinutil ho k odchodu do ústraní na své venkovské sídlo. Sidonius Apollinaris spatřuje příčinu Maiorianova pádu v žárlivosti Aetiovy manželky, obávající se prý toho, aby svým věhlasem nezastínil jejího chotě.
Maiorianus se vrátil do veřejného života teprve ke konci roku 454, nedlouho poté, co Valentinianus vlastní rukou zavraždil Aetia. Jelikož se císař obával přetrvávající oddanosti vojáků k mrtvému veliteli, povolal Maioriana zpět, aby zabránil jejich vzpouře. Přesto již na jaře následujícího roku podlehl spiknutí dvou dřívějších Aetiových důstojníků. Maiorianus se zúčastnil nastalého zápasu o moc, v němž ho podporovala Valentinianova vdova Licinie Eudoxie.
Z boje o trůn vzešel vítězně senátor Petronius Maximus, mající zřejmě podíl na Valentinianově vraždě. Nový císař se snažil upevnit svoji vratkou pozici tím, že přinutil Licinii Eudoxii, aby se za něho provdala. Současně ustavil Maioriana velitelem císařské tělesné stráže (comes domesticorum). Maximus panoval sotva několik týdnů a v květnu 455 přišel o život. Potom Vandalové, vedení králem Geiserichem, vyplenili Řím. Jeho nástupcem se stal galorománský šlechtic Avitus, prosazovaný Vizigóty. Comes domesticorum Maiorianus se nejprve přiklonil na stranu nového císaře. Stejně se zachoval i další vysoce postavený velitel a někdejší Maiorianův spolubojovník Ricimer. Když se proti císaři obrátila italská aristokracie, oba vojevůdci se vzbouřili a zabili Avitova velitele Remista, bránícího Ravennu. V říjnu 456 Ricimer zvítězil nad císařem u Placentie (Piacenza), načež ho vzal do zajetí a přiměl ho vzdát se císařské hodnosti. Sesazeného Avita nechal Maiorianus na počátku roku 457 vyhladovět k smrti.

### Složité získání vlády
Západní trůn zůstal po Avitově smrti neobsazený. Výběr jeho nástupce závisel na rozhodnutí jediného tehdy panujícího císaře, východořímského Marciana, který ale 27. ledna 457 zemřel. Vláda v Konstantinopoli pak přešla na Leona I., projevujícího jisté zdráhání ve věci ustavení svého západního kolegy. Místo toho 28. února 457 povýšil Maioriana a Ricimera do generálské hodnosti magister militum a Ricimera obdařil navíc titulem patricius.
Nedlouho nato skupina 900 Alamanů pronikla z Raetie přes Alpy k jezeru Lago Maggiore v severní Itálii. Maiorianus vyslal proti útočníkům vojsko, v jehož čele stál comes Burco. Ten posléze alamanské nájezdníky odrazil. Vítězství bylo patrně připisováno samotnému Maiorianovi, což lze vyvozovat ze skutečnosti, že ho vojáci shromáždění poblíž Ravenny, na místě zvaném ad Columellas („u malých sloupů“), provolali 1. dubna 457 za augusta. Ricimer se na rozdíl od Maioriana nemohl ucházet o trůn kvůli svému barbarskému původu. Nicméně jako velitel italského vojska třímal ve svých rukou značnou moc a podobně jako dříve Aetius se těšil výsadní pozici stavějící ho takřka na roveň císaře. Tomu nasvědčuje i Maiorianův první právní předpis, v němž Ricimera dokonce nazývá svým otcem.
Sidonius Apollinaris se zmiňuje o tom, že Maiorianus se nejprve zdráhal přijmout vládu. Podle názoru některých novodobých historiků lze však z dalšího vývoje usuzovat spíše na Leonovu neochotu uznat Maiorianův císařský status. Tuto domněnku potvrzují i některé prameny uvádějící jako datum jeho nástupu 28. prosinec 457. Mezi Ravennou a Konstantinopolí zřejmě probíhala komplikovaná vyjednávání trvající několik měsíců. Pravděpodobně teprve v závěru roku 457 Leon vyslovil svůj souhlas s Maiorianem. Hned v následujícím roce Maiorianus a Leon nastoupili ve vzájemném souladu svůj první konzulát. Shoda mezi Východem a Západem ale pominula už roku 459, kdy se žádnému z konzulů nedostalo uznání ve druhé polovině říše. V pozdějších letech se sice vztahy mezi oběma dvory poněkud urovnaly, přesto mezi nimi docházelo jen k nízké míře spolupráce. Ve veškerých svých vojenských podnicích se tak Maiorianus musel spolehnout především na vlastní zdroje.

### Obnovení autority

#### Obrana Itálie
Po nástupu k moci se Maiorianus soustředil na konsolidaci Itálie. Posléze vyvinul značné úsilí k dosažení autority v Galii, jejíž aristokracie vůči němu vystupovala nepřátelsky z důvodu Avitova sesazení. Z dlouhodobějšího hlediska hodlal získat kontrolu nad Hispánií, a zvláště nad Afrikou, jejíž dobytí představovalo jeho stěžejní cíl.
V létě 458 se v Kampánii vylodila skupina Vandalů v čele s Geiserichovým zetěm a začala drancovat tamější krajinu. V nastalém střetnutí se podařilo pobít mnohé z útočníků obtížených kořistí, včetně jejich velitele. Hrozba pokračování vandalských útoků přiměla Maioriana k vydání zákona, jímž obnovil právo nosit zbraně. Císař se pokusil čelit aktivitě Vandalů ve Středozemním moři revitalizací západořímských námořních sil. Sidonius se v této souvislosti zmiňuje o vybudování dvou flotil, jež měly kotvit v Misenu a Ravenně při Tyrhénském a Jaderském moři. Maiorianus shromáždil rovněž početné vojsko sestávající veskrze z barbarských spojenců a žoldnéřů.

#### Upevnění Galie

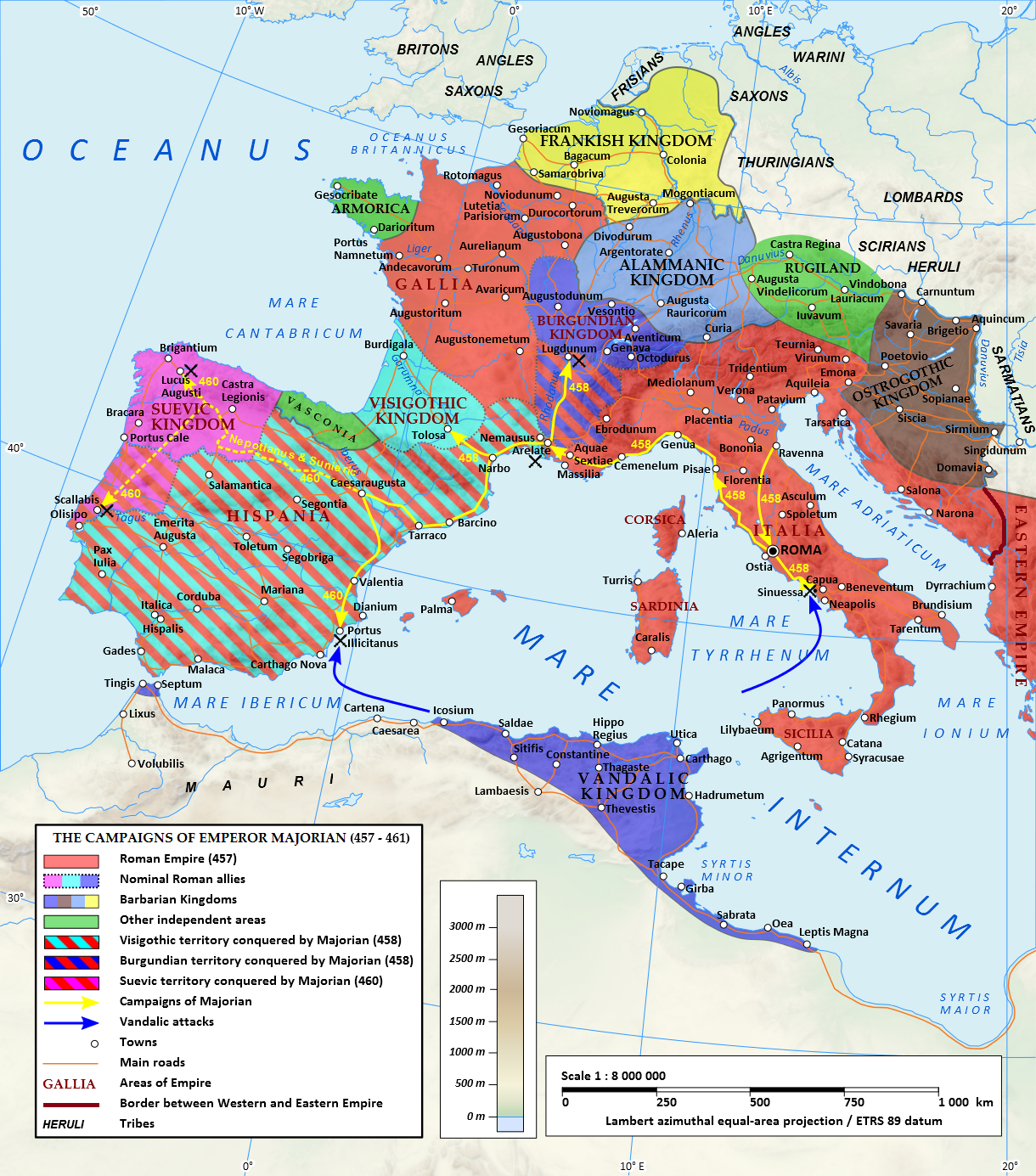
Mapa znázorňující Maiorianova tažení

Jakmile si Maiorianus zajistil Itálii, přesunul svoji pozornost na neutěšenou situaci v Galii. Tamější aristokracie zachovávala věrnost Avitovi a k novému císaři se stavěla odmítavě. O tom svědčí mimo jiné nápis nalezený na území Lugduna (dnešní Lyon), pocházející z roku 458. Římané tradičně datovali oficiální zprávy podle jmen osob zastávajících v daném roce konzulát. Třebaže konzuly byli tehdy Leon I. a Maiorianus, na nápise je uvedeno pouze jméno východního císaře, kdežto Maiorianovo chybí. Když se obyvatelé tohoto města domáhali snížení daňové zátěže, vyslali poselstvo se žádostí o prominutí daní k Leonovi do Konstantinopole. Sidonius dokonce naznačuje, že někdy v průběhu roku 458 došlo v Galii ke spiknutí, vedeném jakýmsi Marcellem, s cílem ustavit vlastního císaře. Toto povstání se zřejmě podařilo potlačit ještě v samém zárodku. Vůdčí představitelé frakce podporující Marcella byli odstaveni ze svých úřadů, ale směli si ponechat své majetky.
V závěru roku 458 Maiorianus překročil Alpy a v doprovodu svého někdejšího galského spolubojovníka Aegidia vytáhl s vojskem proti Vizigótům krále Theodoricha II. Vizigóti obléhali Arelate (Arles), nicméně Aegidius porazil Theodoricha a přinutil ho ustoupit na západ do Aquitanie. Vizigóti se prozatím vzdali svých výbojů v Hispánii a obnovili smlouvu s Římany, na základě níž se zavázali podporovat je jako jejich spojenci (foederati). Do Hispánie vyslal své legáty, aby podali zprávu o vítězství nad Vizigóty a smlouvě s nimi. Aegidia povýšil namísto jednoho z Avitových přívrženců do hodnosti vojenského velitele (magister militum per Gallias).
S pomocí Vizigótů se Maiorianus vypravil do údolí řeky Rhôny a podrobil si zdejší obyvatele, „některé zbraněmi, jiné diplomacií“. Po vytlačení Burgundů oblehl a dobyl Lugdunum, načež postihl toto město vysokou pokutou za jeho odpadnutí. Maiorianus brzy přestal usilovat o potrestání odbojných Galů, a zasadil se o usmíření s nimi. Do Lugduna sezval vůdčí galské aristokraty a citlivým přidělováním administrativních postů je získal na svou stranu, aniž by si proti sobě popudil jejich italské kolegy. V lednu 459 básník Sidonius Apollinaris, Avitův zeť, pronesl panegyrik na počest císaře. Za to se mu dostalo nižší funkce comes spectabilis a domohl se rovněž odpuštění daní pro Lugdunum.

#### Tažení v Hispánii
Když Maiorianus uzavřel spojenectví s vizigótským králem Theodorichem II. a naklonil si galskou aristokracii, zaměřil se na nápravu poměrů v Hispánii. Obnovením římské kontroly nad touto zemí si chtěl připravit základnu pro vpád do Afriky, hospodářsky nejvitálnější části Západu, ovládané tehdy Vandaly. Poté, co Vandalové v roce 455 vyplenili Řím, Vizigóti pod vedením Theodoricha vtrhli na Pyrenejský poloostrov, formálně na základě Avitova pověření, ve skutečnosti ale kvůli vlastním zájmům. Svébové, do té doby dominující většině Hispánie, Vizigótům roku 456 drtivě podlehli. Porážka vedla k dezintegraci Svébů, mezi jejichž zbytky se rozhořel boj o uvolněný královský trůn. Theodorich se stáhl z Hispánie, zanechal tam ovšem část svého vojska, jež svým pustošením prohlubovalo všeobecný zmatek.
V květnu 460 Maiorianus překročil společně s generálem Nepotianem a Theodorichovým velitelem Sunierichem Pyreneje a zamířil do Hispánie. Nepotianus a Sunierich porazili Svéby v bitvě u Lucus Augusti (Lugo), v Lusitánii si podmanili Scalabis (Santarém) a zatlačili nepřátele do Gallaecie. Císař mezitím vstoupil do města Caesaraugusta (Zaragoza), kde oslavil svůj příjezd (adventus). V následujícím roce Maiorianus přesunul do Hispánie jádro svých vojenských sil. K chystanému útoku na Afriku vyčlenil 300 lodí rozmístěných v přístavech podél pobřeží provincie Carthaginensis, od města Carthago Nova (Cartagena) až po Illici (Elche). Na Sicílii vyslal Marcellina, aby se svými hunskými žoldnéři vypudil Vandaly z pozic, které si na ostrově vybudovali. Marcellinus působil jako vojenský velitel (comes rei militaris) v západním Illyriku, vystupující od okamžiku Aetiova zavraždění v podstatě nezávisle na centrální moci. Maiorianus ho přesvědčil, aby ho uznal za císaře a zapojil se se svými vojenskými sbory do boje proti Vandalům.
Geiserich si uvědomoval rostoucí riziko invaze a vyslal k Maiorianovi emisary s návrhem na sjednání mírové smlouvy. Jeho návrh císař odmítl, načež Vandalové otrávili studny v Mauretánii, předpokládaném místě vylodění. Historik Prokopios z Kaisareie uvádí, že Maiorianus si měl osobně ověřit připravenost Vandalů a náladu afrického obyvatelstva. Prý si obarvil své světlé vlasy nahnědo a vydal se ke Geiserichovi, předstíraje, že je svým vlastním vyslancem. Vandalský král se údajně snažil oslnit cizího ambasadora přehlídkou svých zbraní. Moderní badatelé nepovažují tento příběh za hodnověrný. Přesto svědčí o tom, s jakým odhodláním se Římané chystali na výpravu proti Vandalům.
Maiorianus dále pokračoval v rozšiřování své moci v Hispánii, když náhlá a neočekávaná pohroma způsobila destrukci jeho flotily. Prameny se poněkud liší v popisu této události. Některé uvádějí, že Vandalové zajali Maiorianovo loďstvo poblíž Elche, zatímco plánoval tažení do Afriky. Hydatius naopak tvrdí, že Vandalové prostřednictvím zrádců zničili několik lodí. Geiserich následně znovu požádal o uzavření míru, přičemž Maiorianovi nezbylo než vyslovit svůj souhlas. Dohoda pravděpodobně zahrnovala uznání nadvlády Vandalů nad Mauretánií. Klíčový vojenský a politický záměr, o jehož naplnění Maiorianus usiloval od roku 458, tak ztroskotal.

### Vnitřní politika

#### Vztah k senátorské aristokracii
Maiorianus vyjevil svůj postoj k senátorům ve své první novele, představující spíše jakousi nástupní proklamaci než skutečnou právní normu. V ní přislíbil, že se nikdo nemusí obávat udání ze strany žalobců ani trpět křivým obviněním, ledaže je sám jejich původcem. Senátoři se v důsledku soustavného poklesu svého vlivu na chod státu stále více omezovali na posílení své ekonomické moci na místní úrovni. Přitom zvyšovali svoji osobní autoritu a koncentrovali ve svých rukou obrovské finanční prostředky na úkor menších pozemkových vlastníků a příslušníků městských rad. V rozporu se zájmy státu zneužívali k vlastnímu prospěchu funkce ve správě říše. Přitom se běžně vyhýbali daňové povinnosti, či dokonce zpronevěřovali daně, jejichž výběrem byli pověřeni. Senátorská aristokracie nepokládala za prospěšné a nezbytné mít v čele státu energického císaře reprezentujícího silnou ústřední vládu. Bez její pomoci mohl však císař jen stěží zajistit fungování civilní administrativy říše. Na vykonavatele úřadů směl nanejvýš apelovat, aby se ve veřejných funkcích zdrželi podvodů.
Maiorianus přistupoval s mimořádnou obezřetností k výběru osob zastávajících posty ve správě říše. Jeho předchůdce pozbyl vládu, jelikož příliš protežoval galské senátory před italskými. Civilní úřady proto rozděloval rovnoměrně mezi Italy, stojící na jeho straně od samého počátku jeho vlády, a Galy, jejichž přízeň si postupně získal. Tato politika nápadně vyniká při srovnání původu vysokých státních hodnostářů, zvláště konzulů. V prvním roce svého panování si v souladu s tradicí vyhradil konzulát pro sebe. Pro následující rok jmenoval konzulem svého mocného generála Ricimera. Poté, v roce 460, se rozhodl pro galského senátora Magna, po němž nastoupil Ital Severinus. Magnus působil také jako pretoriánský prefekt Galie, zatímco jeho italským kolegou byl Caecina Decius Basilius, patron galského básníka Sidonia Apollinara.

#### Reformní činnost

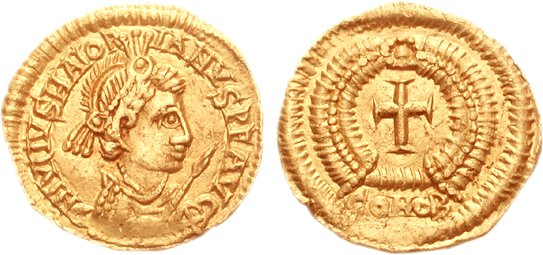
Tremissis vyražený Vizigóty ve jménu Maioriana

Maiorianova vnitřní politika je poměrně dobře známa díky dvanácti dochovaným právním předpisům, vydaným císařem převážně před jeho odchodem do Galie. Tyto zákony, známé jako Novellae Maioriani, se později staly součástí sbírky římského práva publikované vizigótským králem Alarichem II. v roce 506 pod názvem Lex Romana Visigothorum.
Novely reagovaly na aktuální společenské a hospodářské obtíže, mající často nepříznivý dopad na státní pokladnu. Předpisem z března 458 císař ulevil daňovým poplatníkům od části jejich tíživého břemena prominutím všech dřívějších nedoplatků. Výše těchto nedoplatků leckdy znemožňovala jejich uhrazení, a tím poplatníky demotivovala i od placení stávajících daní. Současně stanovil opatření proti osobám nemajícím oprávnění k vymáhání daní, a ruinujícím tak pozemkové vlastníky stejně jako příslušníky městských rad. Dohled nad výběrem daní proto přenesl na správce provincií.
Maiorianus se pokusil čelit úpadku městské samosprávy. Členové městských rad, známí jako kuriálové (curiales), byli bohatší občané, na nichž ležela kromě jiného odpovědnost za řádný chod města a výběr daní z příslušného území obce. Pokud do státní pokladny neodvedli předepsanou výši daní, hrozil jim fyzický trest nebo krach. S prohlubujícím se hospodářským poklesem doprovázeným úpadkem měst se plnění odvodů stávalo stále nesnesitelnějším, a kuriálové se vzdávali své funkce. V reakci na to bylo zakotveno povinné členství v kuriích. Kuriálové přesto neustali v hledání způsobů, jak se vyhnout této povinnosti. Movitější se snažili prodrat do senátu, někteří vstupovali do řad církve, jiní prchali na venkov, kde uzavírali svazky s ženami nejnižšího původu, či se vzdávali svého jmění. Císař v reakci na to nařídil, aby uprchlí kuriálové byli vraceni do svých obcí, a zakázal jim zcizovat svůj majetek.
Ostatním kuriálům, nevyhýbajícím se svým povinnostem, často nezbývalo než utiskovat nižší vrstvy městského obyvatelstva. Maiorianus se rozhodl zamezit stoupající svévoli vůči chudším občanům, vedoucí k vylidňování měst, opětovným oživením úřadu defensor civitatis („obránce města“), zavedeného již ve 4. století. Tito úředníci měli chránit prostý lid před bezprávím, k němuž docházelo hlavně při výběru daní. Nicméně jedinci dostatečně kvalifikovaní pro výkon tohoto úřadu bývali obvykle těmi, kdo se dopouštěli útlaku chudých.
V souvislosti se šířením křesťanství nastaly uvnitř aristokratických rodů určité specifické sociální změny. V některých bohatých rodinách byly dcery proti své vůli nuceny ke vstupu do služeb církve a k celibátu. Jejich rodiče se tím vyhýbali dělení svého jmění, neboť nemuseli opatřit dcery věnem. Maiorianus zákonem z října 458 stanovil, že žádná žena se nesměla zasvětit Bohu před dovršením věku 40 let. Ženám, vyloučeným z téže příčiny z dědické posloupnosti, se zaručovalo stejné právo na dědictví jako jejich ostatním sourozencům.

#### Ochrana budov
Od počátku 4. století docházelo kvůli nedostatku finančních prostředků k zanedbávání četných starobylých monumentů a veřejných budov, nacházejících se ve městě Římě. Obyvatelé města postupem doby stále častěji bourali některé budovy, hlavně pohanské chrámy, a používali je jako zdroj stavebního materiálu, k čemuž docházelo za lhostejného přihlížení úředníků. Maiorianus vydal v červenci 459 novelu o veřejných budovách, adresovanou městskému prefektovi. Tímto předpisem zakázal svévolné ničení starobylých budov a uložil peněžitou sankci úředníkům připouštějícím takové jednání, trest smrti jejich pomocníkům a trest useknutí rukou pachatelům. Senátu přiznal pravomoc rozhodovat o případné demolici budov.

#### Mincovnictví
Během svého panování dal Maiorianus vyrazit velké množství zlatých mincí, na nichž je na rozdíl od pozdějších císařů znázorněn s helmicí, štítem a kopím. První série solidů se razila patrně v Ravenně. Na zadní straně těchto mincí byl vyobrazen společný portrét Maioriana a Leona I., čímž se zdůrazňovalo vzájemné uznání obou císařů. Mincovny v Ravenně a Mediolanu (Milán) razily vedle solidů rovněž zlaté mince třetinové hodnoty, zvané tremissis. Maiorianus jako císař nikdy nenavštívil Řím, což je pravděpodobně důvod, proč zdejší mincovna nebyla po dobu jeho vlády v provozu. Naproti tomu existují důkazy o ražbě solidů v Arelate v roce 458, kdy pobýval v Galii. Vizigóti razili napodobeniny Maiorianových solidů, k čemuž jim jako vzor posloužily mince produkované v Arelate. Výlučně v galských mincovnách se vyskytly stříbrné mince, o nichž se předpokládá, že je nechal vyrazit nikoli Maiorianus, nýbrž Aegidius po jeho smrti. Galský velitel tím měl projevit svůj nesouhlas s jeho nástupcem Libiem Severem.

### Smrt a hodnocení

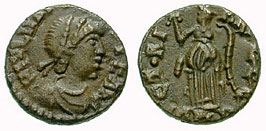
Maiorianova mince

Po neúspěchu kampaně proti Vandalům se Maiorianus koncem července 461 vrátil do Galie a rozpustil zde své federáty. Pak se jen s menším doprovodem odebral z Arelate zpět do Itálie. Jeho někdejší přívrženec, patricius Ricimer, mezitím proti němu zosnoval spiknutí, do něhož se zřejmě zapojili také jistí vlivní senátoři. Ricimer a jeho stoupenci využili zranitelnosti Maioriana, postrádajícího vojsko, 2. srpna ho v Tortoně zrádně zadrželi, zbavili purpurového pláště a diadému a uvrhli do vězení. Po pěti dnech mučení mu 7. srpna 461 u řeky Iria setnuli hlavu.
O důvodech Ricimerova činu se lze pouze dohadovat. Některé prameny považují za příčinu Maiorianova pádu patriciovu závist a intriky palácových frakcí. Moderní badatelé se domnívají, že se příliš odklonil od italské senátorské aristokracie. Maiorianus již dříve prokázal odhodlání vypořádat se se sociálními a ekonomickými problémy, jimž říše čelila. Část italských senátorů mohla proto chovat obavy, že by se císař pokusil omezit jejich rostoucí moc, rozkládající stát zevnitř. Samotný průběh Maiorianova sesazení nápadně připomínal Avitův konec. Podobně jako on i Maiorianus totiž podlehl zradě poté, co propustil své germánské spojence. Na rozdíl od svého předchůdce však padl za oběť komplotu zorganizovanému svým bývalým spolubojovníkem. Po Maiorianově zavraždění Ricimer vyčkával více než tři měsíce, než na císařský trůn dosadil dostatečně poddajného jedince. Patriciova volba padla na senátora Libia Severa, jehož neuznal východní císař Leon ani západní velitelé Aegidius v Galii a Marcellinus v Dalmácii.
Mnozí antičtí i novodobí autoři Maioriana vyzdvihují jako znamenitého vůdce. Sidonius Apollinaris oslavil císaře v panegyriku a ve svých dopisech velebil jeho kultivovanost, vzdělanost a neochotu naslouchat udáním. O sto let později ho Prokopios z Kaisareie popsal jako velkého člověka zvyklého odolávat námaze i nebezpečí, jenž svou „ctností převyšoval všechny římské vládce.“ Historik Edward Gibbon spatřoval v Maiorianovi „vítaný objev velkého a hrdinského charakteru, jaký se někdy objeví ve zvrácené době, aby obhajoval čest lidského rodu.“